# Денисовка (Мелеузовский район)
Денисовка — упразднённая деревня Денисовского сельсовета Мелеузовского района Башкирской АССР.

## География
Находилось на юге республики, в пределах Прибельской увалисто-волнистой равнины, у автодороги 80Н-034 Мелеуз-Федоровка.

## Географическое положение
Расстояние, по данным на 1969 год, до:
- районного центра (Мелеуз): 17 км,
- центра сельсовета (Богородское): 3 км,
- ближайшей ж/д станции (Мелеуз): 17 км.

## История
Упразднена Указом Президиума Верховного Совета БАССР от 29.03.1972 № 6-2/37, в связи с переселением жителей как фактически прекратившие существование.

## Население
По данным на 1 января 1969 года проживало 92 человека, преимущественно русские.

## Инфраструктура
В 1930-х годах действовал колхоз им. Трясина.

## Транспорт
Дорога до Мелеуза.